# 1426
- Wikisource

| Calendário gregoriano                                                        | 1426 MCDXXVI                                          |
| Ab urbe condita                                                              | 2179                                                  |
| Calendário arménio                                                           | 875 – 876                                             |
| Calendário bahá'í                                                            | -418 – -417                                           |
| Calendário budista                                                           | 1970                                                  |
| Calendário chinês                                                            | 4122 – 4123 Início a 8 de fevereiro (aproximadamente) |
| Calendário copta                                                             | 1142 – 1143                                           |
| Calendário etíope                                                            | 1418 – 1419                                           |
| Calendários hindus - Vikram Samvat - Calendário nacional indiano - Cáli Iuga | 1481 – 1482 1347 – 1348 4526 – 4527                   |
| Calendário Holoceno                                                          | 11426                                                 |
| Calendário islâmico                                                          | 829 – 830                                             |
| Calendário judaico                                                           | 5186 – 5187                                           |
| Calendário persa                                                             | 804 – 805                                             |
| Calendário rúnico                                                            | 1676                                                  |
| Calendário solar tailandês                                                   | 1969                                                  |

1426 (MCDXXVI, na numeração romana) foi um ano comum do século XV do Calendário Juliano, da Era de Cristo, e a sua letra dominical foi F (52 semanas), teve início a uma terça-feira e terminou também a uma terça-feira.
| Ano completo                       |
| ---------------------------------- |
| Ano comum com início à terça-feira |

## Eventos
- A carta de Giacomo Giraldi, assinala a ilha de Santa Maria, Açores.

## Mortes
- 31 de Dezembro - Thomas Beaufort, Primeiro Duque de Exeter, líder militar inglês.